# نورالدین حفیظ
نورالدین حفیظ (انگلیسی: Noureddine Hfaiedh؛ زادهٔ ۲۷ اوت ۱۹۷۳) بازیکن والیبال اهل تونس بود.